# 威爾遜普萊斯 (加利福尼亞州)
威爾遜普萊斯（英語：Wilson Place）是位於美國加利福尼亞州格伦縣的一個非建制地區。該地的面積和人口皆未知。

## 地理
威爾遜普萊斯的座標為39°40′24″N 122°24′10″W / 39.67333°N 122.40278°W，而該地的平均海拔高度為202米（即663英尺）。